# Marilyn Scott (Jazzsängerin)
Marilyn Scott (* 21. Dezember 1949 in Alta Dena, Kalifornien) ist eine amerikanische Jazzsängerin.
Scott sang bereits als fünfzehnjährige Schülerin mit lokalen Bands. Sie besuchte ein College in San Francisco und trat mit Latin-Jazz-Bands der Region auf. Dabei wurde sie von Emilio Castillo entdeckt, der sie als Leiterin der Vokalgruppe in seine Band Tower of Power holte. Danach arbeitete sie in Los Angeles als Studiomusikerin mit Musikern und Bands wie Spyro Gyra, den Yellowjackets, Hiroshima, Etta James und Bobby Womack. Weiterhin trat sie in dem Musical Selma auf.
Scotts erste Aufnahme unter ihrem Namen war eine Single-Version von Brian Wilsons God Only Knows, mit der sie in die Billboard Hot 100 kam, und der ihr erstes Album Dreams of Tomorrow folgte. Neben weiteren Alben nahm sie auch Soundtracks für Filme wie Torch Song Trilogy und Twins auf und komponierte u. a. für George Duke, Brenda Russell, Russell Ferrante, Jimmy Haslip, Terri Lyne Carrington und Bobby Caldwell.

## Diskographie
- Dreams of Tomorrow mit Chip Benson, Dan Ferguson, Russell Ferrante, Ray MacCarty, Mark D. Sanders, Pepper Watkins, Chuck Wike, Tweedy Woodard, 1979
- Without Warning 1991 mit Dean Cortez, Jimmy Haslip, Michael Sembello, Nathan East, Robben Ford, Paulinho da Costa, Ian Underwood
- Smile mit Vinnie Colaiuta, Paulinho da Costa, Russell Ferrante, Walt Fowler, Jim Gilstrap, Donald Griffin, James Hara, Jimmy Haslip, Bunny Hull, William Kennedy, Jim Marentic, Mary Ann Mattiello, Tollak Ollestad, Petsye Powell, Brenda Russell, Leslie Smith, Tom Snow, Steve Tavlione, Larry Williams, 1992
- Take Me with You mit Ray Bardani, Boney James, Sharon Bryant, Dori Caymmi, Michael Colina, Paulinho da Costa, George Duke, Russell Ferrante, Ray Fuller, Jim Gilstrap, Everette Harp, Jimmy Haslip, Bob James, William Kennedy, Michael Landau, Nick Moroch, Ralph Rickert, John Robinson, Brenda Russell, Joe Sample, Ricardo Silveira, Claudio Slon, Carol Steele, Steve Tavlione, Freddie Washington, 1995
- Avenues of Love mit Steve Allen, Paulinho da Costa, George Duke, Russell Ferrante, Brandon Fields, Walt Fowler, Ray Fuller, Jim Gilstrap, Jimmy Haslip, Joey Heredia, Paul Jackson Jr., William Kennedy, Michael Landau, Maxayn Lewis, Mike Miller, Bob Mintzer, Rafael Padilla, Ralph Rickert, Michael Ruff, Freddie Washington, 1998
- Walking With Strangers mit Katisse Buckingham, Terri Lyne Carrington, Vinnie Colaiuta, George Duke, Russell Ferrante, Ray Fuller, James Hara, Jimmy Haslip, Joe Heredia, Frank McComb, Renato Neto, Patrice Rushen, Ricardo Silveira, Ramon Stagnaro, Joe Vannelli, Michael White, 2001
- Nightcap mit Rick Baptist, Brian Bromberg, Lenny Castro, Dori Caymmi, Vinnie Colaiuta, George Duke, Brandon Fields, Ray Fuller, Dan Higgins, Dean Parks, 2004
- I'm in Love Once Again 2005
- Handpicked mit Katisse Buckingham, Terri Lyne Carrington, Vinnie Colaiuta, George Duke, Russell Ferrante, Brandon Fields, Ray Fuller, James Hara, Everette Harp, Jimmy Haslip, William Kennedy, Michael Landau, Jim Marentic, Bob Mintzer, Renato Neto, Rafael Padilla, Patrice Rushen, Ricardo Silveira, 2005
- Innocent of Nothing mit John Beasley, Brian Bromberg, Lenny Castro, Vinnie Colaiuta, George Duke, Russell Ferrante, Ray Fuller, Jimmy Haslip, Renato Neto, Patrice Rushen, Steve Tavaglione, 2006
- Standard Blue (Prana Entertainment, 2017)